# Alice Hathaway Lee Roosevelt

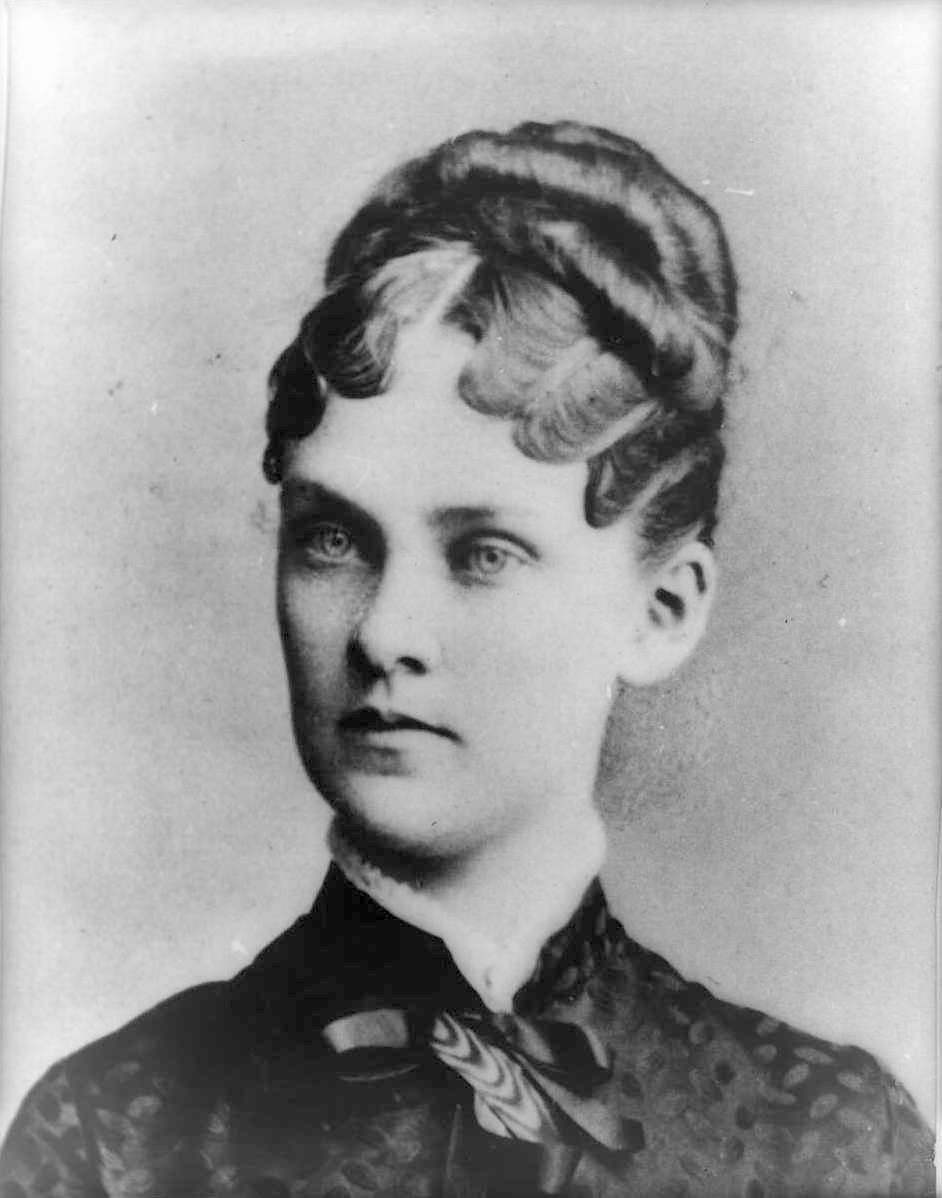
Alice Hathaway Roosevelt, um 1882

Alice Hathaway Lee Roosevelt, geborene Lee (* 29. Juli 1861 in Chestnut Hill (Massachusetts); † 14. Februar 1884 in New York City) war die erste Ehefrau von Theodore Roosevelt und Mutter der Schriftstellerin Alice Roosevelt Longworth.

## Biografie

### Frühes Leben
Alice Hathaway Lee war das zweite von sechs Kindern von Caroline Watts Haskell Lee und des Bankiers George Cabot Lee. Ihr Großvater, John Clarke Lee, war der Gründer der Bank Lee, Higginson & Co. in Boston. Ihre Familie nahm seit Generationen eine prominente Stellung im wirtschaftlichen, politischen und gesellschaftlichen Leben von Massachusetts ein. Sie erhielt eine konventionelle Bildung und verbrachte ihre Kindheit und Jugend im Kreis von Verwandten und engen Freunden der Familie in Chestnut Hill, einem Vorort von Boston. Sie wurde als auffallend schön und charmant beschrieben, hatte „blaugraue Augen und langes, gewelltes goldenes Haar“. Ihre Familie und Freunde nannten sie wegen ihres fröhlichen Gemüts „Sunshine“.

### Ehe mit Theodor Roosevelt
Am 18. Oktober 1878 begegnete die 17-jährige Alice Lee im Haus von Verwandten und Nachbarn Theodore Roosevelt. Er war gerade 20 Jahre alt geworden und Student an der Harvard-Universität. Über ihre erste Begegnung schrieb Roosevelt in seinen Erinnerungen, dass er sich sofort in die verliebt hatte, als er „ihr süßes, schönes junges Gesicht“ sah. Alice Lee soll schüchtern und unentschlossen gewesen sein, während er überschwänglich um sie warb. Im Juni 1879 machte er ihr einen Heiratsantrag, den sie erst acht Monate später annahm. Ihre Verlobung wurde am 14. Februar 1880 bekannt gegeben. Am 27. Oktober 1880 heirateten sie in der Unitarian Church in Brookline, Massachusetts. Die Flitterwochen des Paares wurden auf den folgenden Sommer verschoben, da ihr Ehemann an der Columbia Law School angenommen wurde. Nachdem sie die ersten zwei Wochen ihrer Ehe in der Sommerresidenz der Familie Roosevelt in Oyster Bay verbracht hatten, zog das Paar zu Theodore Roosevelts verwitweter Mutter, Martha Stewart „Mittie“ Bulloch, in die Sixth Avenue 57th Street in New York City. Mit ihrem Ehemann bereiste sie 1881 fünf Monate lang Europa. Im Oktober 1882 zog sie zu ihm nach Albany und lernte die Politik des Staates New York kennen. Als sie im Sommer 1883 schwanger wurde, planten die Roosevelts eine große Familie und kauften Land in der Nähe der Oyster Bay für ein großes Haus. Später im Herbst kehrte sie zu ihrer Schwiegermutter nach New York City zurück, mit der sie Wohltätigkeitsveranstaltungen besuchte.

### Geburt der Tochter und Tod
Am 12. Februar 1884 brachte Alice Roosevelt um 20.30 Uhr die gemeinsame Tochter zur Welt, die den Namen Alice Lee Roosevelt erhielt. Ihr Ehemann, der damals Mitglied der New York State Assembly war, befand sich in Albany, um sich um Geschäfte im Plenum zu kümmern. Er war überzeugt, dass ihr Kind am Valentinstag, dem vierten Jahrestag ihrer Verlobung, geboren werden würde. Nachdem der Abgeordnete Roosevelt am Morgen des 13. ein Telegramm erhalten hatte, das ihn von der Geburt des Kindes unterrichtete, traf er Vorkehrungen, um am Nachmittag abzureisen und bei seiner Frau zu sein. Als er gegen Mitternacht zu Hause ankam, befand sie sich in einem halbkomatösen Zustand. Alice Roosevelt lag mehrere Stunden lang im Sterben, während ihr Mann sie in den Armen hielt, und starb am Nachmittag des 14. Februar 1884 an einer nicht diagnostizierten Niereninsuffizienz (Bright’s disease). Es wurde festgestellt, dass ihre Schwangerschaft die Krankheit verschleiert hatte. Alice Roosevelt war zum Zeitpunkt ihres Todes 22 Jahre alt. Im Tagebucheintrag vom 14. November 1884 schrieb Theodor Roosevelt nur einen Satz: „The light has gone out of my life.“
Alice Hathaway Lee Roosevelt wurde auf dem Green-Wood Cemetery in Brooklyn neben ihrer Schwiegermutter begraben, die nur wenige Stunden vor ihr gestorben war. Die Trauerfeier fand in der Fifth Avenue Presbyterian Church in New York statt. Ein paar Tage später kehrte Roosevelt bis zum Ende der Legislaturperiode nach Albany zurück und begab sich anschließend für mehrere Jahre auf seine Ranch in North Dakota. Seiner ersten Frau und seiner Mutter widmete er 1885 das Erinnerungsbuch In Memory of My Darling Wife Alice Hathaway Lee Roosevelt and of My Beloved Mother Bullock Roosevelt.
Die neugeborene Tochter übergab er an seine ältere Schwester Anna „Bamie“ Roosevelt, die nicht verheiratet war. Als das Mädchen heranwuchs, erfuhr sie von ihrer Mutter hauptsächlich von Bamie Roosevelt und ihren Lee-Großeltern. Roosevelt sprach mit seiner Tochter nie über ihre Mutter. Er verbrannte fast alle Briefe, die sie sich im Laufe der Jahre geschrieben hatten. Theodore Roosevelt und seine zweite Frau, Edith Kermit Carow Roosevelt, übernahmen das Sorgerecht für seine erste Tochter, als sie drei Jahre alt war.